# Грейвланд
„Грейвланд“ (на английски: Graveland – Гробищна земя) e NSBM / викинг метъл група, създадена през 1992 година от Роб Даркен във Варшава, Полша.
Текстовете на Graveland силно се вдъхновяват от природата, езичеството и национализма.

## Състав
- Роб Даркен (Роберт Фудали) – вокал, инструменти

Бивши членове
- Capricornus – барабани (1993-1999)
- Karcharoth – бас китара (1994-1996)

## Дискография

### Студио албуми
- Carpathian Wolves (1994) – CD, MC
- Thousand Swords (1995) – CD
- Following the Voice of Blood (1997) – CD
- Immortal Pride (1998) – CD
- Creed of Iron / Prawo Stali (2000, английско – полска версия)
- Memory and Destiny (2002) – A5 digipak CD, CD, LP
- The Fire of Awakening (2003) – A5 digipak CD, CD, LP
- Dawn of Iron Blades (2004) – A5 digipak CD, CD, LP
- Fire Chariot of Destruction (2005) – A5 digipak CD, CD, DLP
- Will Stronger Than Death (2007) – A5 digipak CD, CD, LP
- Spears of Heaven (2009) – CD

### Демо и промо
- Necromanteion (1992)
- Promo June '92 (1992)
- Drunemeton (1992)
- Epilogue (1993)
- In the Glare of Burning Churches (1993)
- The Celtic Winter (1993)
- Following the Voice of Blood (1997)

### EPs
- The Celtic Winter (1994) – CD
- Impaler’s Wolves (1999) – CD
- Raiders of Revenge (2000, split EP with Honor) – DIGI-PACK
- Raise Your Sword! (2001) – CD
- Blood of Heroes (2002) – EP
- Eastern Hammer (2007, split EP съвместно с Nokturnal Mortum, North, Temnozor) – CD
- Wotan Mit Mir (2008) – EP, MLP
- Cold Winter Blades (2010) – Mini CD